# Napoléon Louis de Méneval
Napoléon Louis de Méneval (Parigi, 8 gennaio 1813 – Senlisse, 22 giugno 1899) è stato un militare francese.

## Biografia
Figlio del barone Claude François de Méneval, segretario personale e memorialista di Napoleone Bonaparte, Napoléon Louis nacque a Parigi sul finire dell'epopea napoleonica nel 1813. Fu lo stesso imperatore a ricoprire il ruolo di padrino di battesimo.
Entrato come artigliere nell'esercito francese, nel 1849 divenne ufficiale d'ordinanza di Luigi Napoleone Bonaparte, allora presidente della repubblica francese, che lo nominò a seguito del colpo di stato del 1851 suo prefetto del Palazzo, promuovendolo al rango di colonnello nel 1863 a seguito dei trionfi ottenuti in Italia ed alla sua partecipazione alla Battaglia di Magenta nell'ambito della Seconda guerra d'indipendenza italiana per la quale si guadagnò riconoscimenti non solo dalla Francia (legion d'onore e medaglia della campagna), ma anche dal neonato stato italiano dal quale venne nominato commendatore dell'Ordine dei Santi Maurizio e Lazzaro.

## Matrimoni e figli
Nell'aprile del 1843 sposò Sophie Louise de Coëhorn (1813 - 14 novembre 1858), figlia di Louis Jacques, barone di Coëhorn. Da quest'unione nacque un solo figlio:
- Napoléon Joseph Ernest (9 gennaio 1849 - 1926), 3º barone di Ménéval

Si risposò il 2 febbraio 1859 con Emma Wash (✝ 22 novembre 1899).